# Winsome Sears
Winsome Earle Sears (Kingston, 11 de marzo de 1964) es una política, veterana y empresaria estadounidense nacida en Jamaica. Es la actual vicegobernadora de Virginia. Sears, republicana, sirvió en la Cámara de Delegados de Virginia de 2002 a 2004. En septiembre de 2018, participó en la carrera por el Senado de los Estados Unidos como una alternativa republicana por escrito a Corey Stewart. Sears fue la candidata republicana a vicegobernadora en las elecciones de 2021 que ganó, convirtiéndose en la primera mujer, mujer afroamericana y primera persona de origen jamaicano en ser elegida en todo el estado de Virginia.

## Primeros años y educación
Sears nació en Kingston, Jamaica y emigró a los Estados Unidos a la edad de seis años. Su padre llegó con solo $1,75 y tomó cualquier trabajo que pudo encontrar mientras continuaba su educación. Creció en el Bronx, Nueva York. Se desempeñó como electricista en la Infantería de Marina de los Estados Unidos. Sears obtuvo un título de A.A. del Tidewater Community College, un B.A. en inglés con una especialización en economía de la Universidad de Old Dominion y una maestría en liderazgo organizacional de la Universidad Regent en Virginia Beach, Virginia.

## Carrera
Antes de postularse para un cargo público, Sears dirigió un refugio para personas sin hogar. En noviembre de 2001, Sears disputó al titular demócrata de 20 años William P. "Billy" Robinson, Jr. mientras se postulaba para el asiento del distrito 90 en la Cámara de Delegados de Virginia. Sears fue la primera mujer republicana de Jamaica, la primera mujer veterana y la primera ciudadana delegada naturalizada en servir en la Cámara de Delegados. Ella desafió al demócrata Bobby Scott en 2004 por el tercer escaño de distrito del Congreso de Virginia, pero perdió, obteniendo el 31 por ciento de los votos. Fue vicepresidenta de la Junta de Educación de Virginia y ha recibido nombramientos presidenciales en el Departamento de Asuntos de Veteranos y en la Oficina del Censo de Estados Unidos.
En septiembre de 2018, Sears participó en la carrera por el Senado de los Estados Unidos como una alternativa por escrito al candidato republicano Corey Stewart. Recibió menos del 1% de los votos. El 11 de mayo de 2021, ganó la nominación republicana para vicegobernadora de Virginia en la quinta votación, derrotando al segundo clasificado Tim Hugo por 54% a 46%.

### Vicegobernadora
El 2 de noviembre de 2021, ganó la carrera para vicegobernadora de Virginia e convirtiéndose en la compañera de fórmula del empresario Glenn Youngkin, convirtiéndose en la primera mujer negra elegida para un cargo estatal en Virginia. En su discurso de victoria, dijo: "Cuando me uní a la Infantería de Marina, todavía era jamaicana. Pero este país había hecho tanto por mí, estaba dispuesta, dispuesta a morir por este país".

## Vida personal
Sears está casada con un veterano de la Infantería de Marina con dos hijas vivas. Se despidió de la política después de 2004 para cuidar de una hija con trastorno bipolar. Esta hija murió en un accidente automovilístico en 2011 junto con sus dos nietas pequeñas. Ella y su familia viven en Winchester, Virginia.
Sears también es propietaria de una pequeña empresa con una tienda de reparación de electrodomésticos y plomería en Virginia.